# Eulophia abyssinica
Eulophia abyssinica är en orkidéart som beskrevs av Heinrich Gustav Reichenbach. Eulophia abyssinica ingår i släktet Eulophia och familjen orkidéer. Inga underarter finns listade i Catalogue of Life.